# Gmina Burzenin
Die Gmina Burzenin ist eine Landgemeinde im Powiat Sieradzki der Woiwodschaft Łódź in Polen. Ihr Sitz ist das gleichnamige Dorf (deutsch Burzenin, älter auch Busewin, Buserin, 1943–1945 Seegefeld).

## Gliederung
Zur Landgemeinde (gmina wiejska) Burzenin gehören 25 Dörfer mit einem Schulzenamt (sołectwo):
Antonin
Będków
Biadaczew
Brzeźnica
Burzenin
Grabówka
Gronów
Jarocice
Kamionka
Ligota
Majaczewice
Marianów
Niechmirów
Nieczuj
Prażmów
Redzeń Drugi
Strumiany
Strzałki
Szczawno
Świerki
Tyczyn
Witów
Wola Będkowska
Wolnica Grabowska
Wolnica Niechmirowska
Weitere Ortschaften der Gemeinde ohne Schulzenamt sind:
Działy
Kamilew
Kolonia Niechmirów
Kopanina
Krępica
Redzeń Pierwszy
Ręszew
Rokitowiec
Sambórz
Waszkowskie
Wola Majacka